# АвтоВАЗ
«АвтоВАЗ» — советская и российская автомобилестроительная компания. Крупнейший производитель легковых автомобилей в Восточной Европе.
Завод основан в 1966 году в городе Тольятти, где находятся штаб-квартира и основное производство. Входит в перечень системообразующих организаций России.
Производит автомобили под собственной торговой маркой Lada, до марта 2022 года также выпускал автомобили марки Nissan, Renault и Datsun. Кроме того, АвтоВАЗ поставляет другим производителям машинокомплекты для выпуска автомобилей марки Lada и их модификаций. Ранее выпускал автомобили марки ВАЗ с наименованиями «Жигули», «Нива» «Спутник», «Samara», «Ока», «Надежда». Помимо перечисленных марок автомобилей на экспорт в некоторые страны мира поставлялись автомобили под маркой «Riva».
В 2014 году эффективная доля альянса Renault-Nissan в капитале АвтоВАЗа превысила 50 %. После рекапитализации АвтоВАЗа в 2016 году Renault стала владельцем более 50 % компании, что сделало её дочерней компанией французской корпорации. С начала 2017 года Рено начала консолидировать в отчётности показатели «АвтоВАЗа», и российский рынок стал вторым по величине для Рено, после Франции. Всего французский автоконцерн к концу 2018 года инвестировал в «АвтоВАЗ» примерно 1,9 млрд евро. В январе 2019 года Alliance Rostec Auto B.V. довела свою долю в АвтоВАЗе до 100 % и стала единственным акционером. После этого АвтоВАЗ подал заявку на делистинг акций с Московской биржи. С 5 марта 2022 года вынужден приостановить производство машин на заводе в Тольятти из-за военного вторжения России на Украину, вызвавшего отсутствие комплектующих. Через месяц производство восстановлено.
16 мая 2022 года, после ухода компании Renault из России, завод передан НАМИ.
Полное наименование с июня 2019 года — акционерное общество «АвтоВАЗ», до этого — публичное акционерное общество «АвтоВАЗ».

## История

### Предыстория
С начала 1960-х годов в мире, в частности в высокоразвитых странах Европы, начался автомобильный бум. С каждым годом росло количество выпускаемых автомобилей, рос парк частных автомобилей. В СССР покупка автомобилей частными лицами стала возможна с 1948 года. В начале 1950-х выбор был невелик: между относительно дешёвым «Москвичом» и дорогой «Победой» (позднее «Волгой»). К тому же количество выпускаемых автомобилей «Москвич» было недостаточным, чтобы покрыть спрос, а потому самым доступным личным транспортом долгое время оставались мотоциклы и мотороллеры.
Советское государство ещё в конце 1950-х пыталось исправить ситуацию, поручив создать и запустить в производство по-настоящему «народный автомобиль». Таковым предполагалось сделать «Запорожец». Для этого был переоборудован бывший Запорожский комбайновый завод, ставший Запорожским автомобильным заводом «Коммунар». Однако многие слои населения автомобиль «Запорожец», относившийся к микролитражному классу, не устраивал. Проанализировав сложившуюся ситуацию, правительство под председательством Алексея Косыгина предложило построить новый автомобильный завод, который мог бы выпускать свыше полумиллиона легковых автомобилей в год и таким образом удовлетворять спрос населения на личное автотранспортное средство. Для ускорения создания такого предприятия было решено привлечь иностранных специалистов, благо такой опыт в СССР имелся ещё в конце 1920-х — начале 1930-х годов.
Уже в 1964 году начались поиски возможных зарубежных партнёров. Изучались автомобильные производства Федеративной Республики Германия (Фольксваген), Франции (Рено) и Италии (Фиат). Велись переговоры. Окончательный выбор пал на итальянский концерн Fiat, который был известным в Европе производителем легковых автомобилей различного класса и к тому же был в состоянии выпускать свыше 600 тысяч автомобилей в год и смог бы спроектировать такой завод-гигант, что было одним из главных условий. В частности в 1966 году концерн представил свою новую модель малого класса Fiat 124. Именно эта модель и была выбрана в качестве основной, базовой, а также ещё две модификация FIAT 124 Familiare (с кузовом типа «универсал») и Fiat 124 Speciale (автомобиль класса «люкс»), производство которых предстояло освоить в СССР.

### Начало пути и первые годы существования
20 июля 1966 года, после анализа 54 различных строительных площадок, из которых были выбран шорт-лист из семи предпочтительных вариантов, ЦК КПСС и Советом министров СССР принято решение о строительстве нового крупного автомобильного завода в городе Тольятти, переименованном двумя годами ранее вне связи со строительством завода (по легенде, название города даже вызвало неудовольствие у руководства компании). По совокупности факторов он опередил Минск и Киев по цене и стратегическому расположению в случае войны. Подготовка технического проекта была поручена итальянскому автомобильному концерну Fiat. 15 августа 1966 года в Москве глава Fiat Джанни Аньелли подписал контракт с министром автомобильной промышленности СССР А. М. Тарасовым по созданию автозавода в городе Тольятти с полным производственным циклом. По контракту на этот же концерн возлагалось технологическое оснащение завода, обучение специалистов.
3 января 1967 года ЦК ВЛКСМ объявил строительство Волжского автозавода Всесоюзной ударной комсомольской стройкой. Тысячи людей, в основном молодёжь, направились в Тольятти на стройку завода. Уже 21 января 1967 года был вырыт первый кубометр земли под строительство первого цеха завода — корпуса вспомогательных цехов (КВЦ).
С 1969 года начали формироваться трудовые коллективы завода, в большинстве это были люди, строившие завод. Продолжился монтаж производственного оборудования, произведённого на 844 отечественных заводах, 900 заводах социалистического содружества.
1 марта 1970 года первые 10 кузовов будущих автомобилей выдал цех сварки, а 19 апреля 1970 года с главного конвейера завода сошли первые шесть автомобилей ВАЗ-2101 «Жигули», внешне схожих с итальянской моделью «Fiat-124», но со значительными изменениями (в общей сложности в конструкцию Fiat 124 было внесено свыше 800 изменений). 15 апреля 1970 года Волжский автомобильный завод посетил Генри Форд-младший. 28 октября 1970 года в Москву был отправлен первый поезд с автомобилями «Жигули».
24 марта 1971 года Государственная комиссия приняла в эксплуатацию первую очередь Волжского автозавода, которая будет выпускать 220 тысяч автомобилей в год. 16 июля 1971 года был выпущен 100-тысячный автомобиль марки «ВАЗ». 10 января 1972 года Государственной комиссией подписан акт о приёмке в эксплуатацию второй очереди Волжского автозавода мощностью 220 тысяч автомобилей в год. Официально завод был принят Государственной комиссией с оценкой «отлично» 22 декабря 1973 года — после выпуска миллионного автомобиля; указом президиума ВС СССР Волжский автомобильный завод был награждён орденом Трудового Красного Знамени. За архитектуру комплекса Волжского автомобильного завода в 1977 году была вручена Государственная премия СССР в области литературы, искусства и архитектуры.
Проектная мощность завода в 1970-х годах составляла 660 тысяч автомобилей в год, к началу 1990-х мощность достигла 740 тысяч. На 1 февраля 2012 года проектная мощность завода составляла 900 тысяч автомобилей в год.
В декабре 1977 года Волжский автозавод был награждён Дипломом почёта ВДНХ СССР «За разработку и внедрение автоматизированной системы управления производством (АСУП)». Золотой медалью ВДНХ за разработку и внедрение АСУП был награждён заместитель генерального директора АвтоВАЗа по экономике и планированию — Пётр Макарович Кацура.
8 апреля 1986 года завод посетил Генеральный Секретарь ЦК КПСС Михаил Сергеевич Горбачёв.
В 1987 году была выпущена почтовая марка СССР, посвящённая 250-летию города Тольятти, где в стилизованном виде изображены: стела с Ладьёй, главный конвейер и здание металлургического корпуса. «АвтоВАЗ» стал первым предприятием в СССР, на котором в ноябре 1982 года с помощью логической бомбы в компьютерной программе, выполненной программистом Муратом Уртембаевым, был остановлен заводской сборочный конвейер.

### После распада СССР
В 1993 году на базе ВАЗа пытались создать Автомобильный всероссийский альянс (AVVA) с программой выпуска народного автомобиля при участии Бориса Березовского. В 1996 году руководитель ВАЗа Владимир Каданников стал заместителем председателя правительства России Виктора Черномырдина.
В 1990-х — начале 2000-х годов за контроль над заводом разразилась ожесточённая преступная война, в ходе которой погибло порядка 500 человек, среди которых: известные в городе бандиты, предприниматели, сотрудники милиции, журналисты, общественные деятели, менеджеры завода.
В 1991 году автозавод завершил прокладку собственного оптоволоконного кабеля до села Шигоны (включившись в магистральный узел «Ростелеком») — для выхода на прямую междугородную и международную телефонную связь. Часть оптического кабеля была проложена по дну Куйбышевского водохранилища. Осенью 1999 года в результате автоэкспедиции «Тибет-99», организованной из Санкт-Петербурга на двух автомобилях Lada 4x4 5D и одном ВАЗ-2120, был осуществлён рекордный горный подъём на удлинённой «Ниве» до отметки 5726 метров.[значимость факта?]
С 25 августа 2002 по 25 июля 2004 года существовала лотерея «АвтоВАЗ», где разыгрывались призы только по номерам купленных билетов, главный приз которой — автомобиль ВАЗ — Жигули.
В августе 2007 года стало известно, что «АвтоВАЗ» планирует продать иностранному инвестору блокирующий пакет (25 %) акций, и в декабре последовала договорённость с французской автомобилестроительной корпорацией Renault. 29 февраля 2008 года сделка состоялась, договор о продаже акций подписали глава совета директоров ИК «Тройка Диалог» Рубен Варданян, президент «Troika Capital Partners» Сергей Скворцов и глава корпорации «Renault-Nissan» Карлос Гон. Окончательная сумма сделки будет зависеть от итогов работы ОАО «АвтоВАЗ» в 2008—2009 годах, но не превысит 1,2 млрд $. После погашения казначейских акций завода, «Renault» получит контрольный пакет акций. В итоге на сентябрь 2008 года основными акционерами компании являлись: Renault (25 %), «Ростехнологии» (25,1 %) и «Тройка диалог» (25,64 %).
Некоторое время охрану завода обеспечивало по договору ведомственная охрана ФГУП «Охрана», с 2008 года завод находился под охраной аффилированных частных охранных структур группы «СОК» (ООО ЧОП «Штурм» и ООО ЧОП «ВСБ»). Новый собственник АвтоВАЗа — Ростех — вытеснил «СОК», однако последняя, реорганизованная в ООО ЧОП «Авангард», вахтой продолжила обеспечивать охрану завода и его объектов, расположившись в бывшем здании заводской милиции.
В период с 1985 по 2010 годы территорию АвтоВАЗа обслуживал отдел милиции на ВАЗе, который входил в прямое подчинение УВД Тольятти. С 1993 года отдел милиции на ВАЗе представлял собой полнокровное подразделение со всеми службами, присущими территориальному районному управлению — дежурная часть, уголовный розыск, БЭП, следственный отдел, милиция общественной безопасности, куда входила служба участковых инспекторов, отделение дознания, а с 1993 года создана рота патрульно — постовой службы. Отдел вначале располагался на первой вставке АвтоВАЗа со стороны южных проходных, дежурная часть располагалась в корпусе 015. В дальнейшем с западной стороны в районе КПП — 26 с внешней стороны территории завода было построено отдельное здание, которое отдел занимал вплоть до момента расформирования, то есть до 2010 года. Также, в каждом производстве завода имелись свои группы содействия милиции, официально зачисленные в штат работников завода, но выполнявшие задачи по предотвращению краж ТМЦ, автодеталей и задержанию лиц, их совершающих. Автомобили «АвтоВАЗа» являлись самыми угоняемыми в Москве в 2008 году.

### Экономический кризис 2008—2009 годов
В результате экономического кризиса 2008—2009 годов и вызванных им проблем со сбытом продукции в начале 2009 года ОАО «АвтоВАЗ» попал в сложную финансовую ситуацию. На конец марта 2009 года долг поставщикам составил около 14 млрд руб. За 9 месяцев 2009 года производство упало на 43,5 % к соответствующему периоду предыдущего года.
30 марта 2009 года Правительством России было принято решение о выделении государственной корпорации «Ростехнологии» 25 млрд руб., которые та, в свою очередь, в виде беспроцентной ссуды сроком на год передаст ОАО «АвтоВАЗу».
Также модельный ряд ОАО «АвтоВАЗ» попал под государственную программу субсидирования процентных ставок по автокредитам.
В сентябре 2009 года руководством компании было объявлено о массовом сокращении персонала: до конца 2009 года собирались сократить 27,6 тыс. работников из 100 тысяч. По словам представителей ОАО «АвтоВАЗ», это должно было стать одной из мер на пути к недопущению банкротства крупнейшей российской автомобилестроительной компании. Впрочем, уже в начале октября стало известно, что в Правительстве России было согласовано увольнение только 5 тыс. человек, а первый вице-премьер Правительства Игорь Шувалов заявил: «Никаких увольнений и сокращений на предприятии не планируется. Это всё враньё». В итоге почти 22,5 тысячи работников компании были уволены в 2009 году, из них 11,5 тысячи оформили пенсию и 2,3 тысячи — досрочную пенсию. Оформление такой «массовой» досрочной пенсии явилось беспрецедентным для России явлением. Период кризиса сказался на качестве продукции: в октябре 2009 года «АвтоВАЗ» в презентации бизнес-плана отметил, что производит автомобили «чрезвычайно низкого» качества, и назвал себя неэффективным по многим пунктам. Одной из причин такой ситуации было названо «низкое качество покупных комплектующих».
В то же время, в октябре 2009 года Министерство промышленности и торговли Российской Федерации в письме в аппарат правительства заявило, что в нынешнем виде ОАО «АвтоВАЗ» фактически является нежизнеспособным, находясь в предбанкротном состоянии (по расчётам министерства, на начало 2010 года долг завода будет составлять 76,3 млрд руб.). По мнению Минпромторга, дальнейшая государственная поддержка предприятия нецелесообразна, а спасти ситуацию в Тольятти можно лишь сократив до 50 тыс. сотрудников ОАО «АвтоВАЗ» и потратив средства, которые предполагается выделить ОАО «АвтоВАЗ», на стабилизацию рынка труда в Самарской области.
В ноябре 2009 года, генеральный директор Renault в России — Кристиан Эстев — заявил, что по предложениям французской стороны на ОАО «АвтоВАЗ» планируется организовать производство автомобилей марок Renault, Nissan и Lada на базе единой платформы В0 (платформа Logan), а также оставить производство своих автомашин класса ultra low cost (возможно, на базе «Калины»). В ноябре 2009 года российское Правительство заявило о готовности оказать ОАО «АвтоВАЗ» поддержку в размере 54,8 млрд руб. Из этой суммы 38 млрд — это невозвратные долги, ещё 12 млрд руб. пойдёт на создание и запуск в производство нового модельного ряда и ещё 4,8 млрд руб. необходимо для реализации программы создания новых рабочих мест. Госкорпорация «Ростехнологии» и Renault подписали 27 ноября 2009 года протокол о сотрудничестве в рекапитализации ОАО «АвтоВАЗ». Соглашение предусматривает финансовую помощь ОАО «АвтоВАЗ» со стороны РФ в обмен на помощь Renault в использовании технологий Renault и Nissan.

### С 2010 года
В 2010 году в рамках антикризисного плана АвтоВАЗ приступил к реализации программы «ЛАДА КАЧЕСТВО», разработанной группой специалистов во главе с директором по развитию качества Паскалем Фельтеном и направленной на улучшение качества продукции завода. К обеспечению контроля качества была привлечена служба Common Supplier Quality and Supplier Development, созданная в марте 2010 года. В январе 2012 года дирекцию по качеству возглавил бывший топ-менеджер Renault Лоран Фофан, ранее занимавшийся улучшением двигателей автомобилей французской марки. Модернизация производства привела к значительному росту качества продукции, которое к 2013 году улучшилось в 10 раз: «В 2013 году АвтоВАЗ сравнял уровень качества с партнёрами по альянсу — компаниями Renault и Nissan. Сегодня фактический уровень по качеству — 38 PPM (дефектов на миллион единиц продукции). За последние три года АвтоВАЗ улучшил показатели качества продукции более чем в 10 раз». На следующий год, по сообщению Бу Андерссона, качество повысилось ещё на 20 %, затем ещё на 30 %.
10 марта 2010 года совет директоров ОАО «АвтоВАЗ» одобрил бизнес-план до 2020 года, по которому планируется рост производства автомобилей до 1,2 млн штук в год к концу 2010-х годов, а также инвестиции в предприятие за 2010—2020 годы в размере до 3 млрд евро.
26 августа 2010 года президент ОАО «АвтоВАЗ» Игорь Комаров сообщил, что чистая прибыль ОАО «АвтоВАЗ» за январь-июль 2010 года составила 24 миллиона рублей по РСБУ против убытка за аналогичный период 2009 года.
12 декабря 2012 года в Москве президент альянса Renault-Nissan Карлос Гон объявил о создании совместного предприятия с государственной корпорацией «Ростехнологии», под названием Alliance Rostec Auto BV. На конец 2013 года Alliance Rostec Auto BV владел 76,25 % акций ОАО «АвтоВАЗ».
В январе 2014 года объявлено об очередном значительном сокращении персонала предприятия: согласно приказу нормативная численность руководителей, специалистов и служащих будет снижена на 2,5 тысячи штатных единиц, а снижение численности рабочих будет на 5 тысяч штатных единиц. Согласно ежеквартальному отчёту компании, на 1 января 2014 года на заводе работают более 67 тысяч человек.
23 января 2014 года компания сообщила, что собирается уволить 7,5 тысяч работников со следующим возмещением: уволившиеся в феврале получат по пять среднемесячных зарплат (составляет около 20 тысяч рублей), в марте — по четыре зарплаты, в апреле — по три. Предложение о выплате компенсаций действует только эти три месяца.
В июле 2025 года компания объявила о возможном изменении режима работы производственных площадок и переходе на четырёхдневную рабочую неделю с 29 сентября. Причинами рассмотрения такой возможности были названы общие тенденции на российском автомобильном рынке: высокая ключевая ставка, ужесточение требований регулятора к заёмщикам по автокредитам, а также значительное количество ввезённых автомобилей импортного производства в условиях политики ценового демпинга иностранных компаний. Позднее в том же месяце стало известно о переходе уже в августе на сокращённый рабочий график с сохранением социальных льгот ГАЗа и КАМАЗа.

### Рекапитализация и переход под контроль Renault Group
В июне 2014 года альянс Renault-Nissan получил контроль более чем над 50 % акций компании, доля «Ростеха» снизилась до 24,5 %. Также в 2014 году проведён ряд изменений, направленных на преобразование условий труда и отдыха работников: запрещены новогодние корпоративы за счёт предприятия, ликвидирована насчитывавшая более 600 тыс. томов библиотека (часть книжного фонда передана местному колледжу), отремонтированы за счёт продажи корпоративных иномарок душевые, туалеты и раздевалки, а также запрещено держать в служебных помещениях комнатные цветы.
Несмотря на все преобразования 2014—2015 годов, предприятие не стало прибыльным — убыток по итогам 2015 года превысил 73 млрд рублей. В 2015 году компания показала отрицательную валовую маржу, что вызывает сомнение в экономической эффективности бизнеса как такового. Убытки финансировались за счёт привлечения дополнительных кредитов. В 2015 году средняя ставка по рублёвым банковским кредитам, которые являются основными для компании, увеличилась до 12,55 % (с 11,51 % в 2014 г.). Выплаты по процентам удвоились с 4 до 8 млрд руб. за тот же период. В структуре баланса показатель капитала ушёл в минус, что является одним из сигналов возможного предбанкротного состояния предприятия.
1 апреля 2015 года «АвтоВАЗ» представил свой новый логотип, а автомобиль Vesta стал первой моделью, которая начала выпускаться с обновлённым логотипом.
По итогам I квартала 2016 года чистый убыток компании составил 8,589 млрд рублей против 178 млн рублей, то есть в 47 раз больше, чем за аналогичный период 2015 года. Одновременно выручка ПАО «АвтоВАЗ» сократилась на 20,8 % до 38,417 млрд рублей. Такие данные следуют из отчётности по МСФО, опубликованной компанией. Основной причиной роста убытков ПАО «АвтоВАЗ» стало падение спроса на российском авторынке. В I квартале 2016 года общие розничные продажи Lada составили 56 879 шт., или на 17 % меньше, по сравнению с аналогичным периодом 2015 года. Сократилось и производство автомобилей на АвтоВАЗе (Lada, Renault, Nissan, Datsun) — на 34 % по сравнению с I кварталом 2015 года до 96 498 автомобилей.
17 июня 2019 года на пост председателя совета директоров назначен бывший президент компании Николя Мор. Сергей Скворцов, ранее занимавший эту должность, занял пост заместителя председателя совета директоров. С 1 октября 2019 года Оливье Морне (Olivier Mornet) займёт пост исполнительного вице-президента по продажам и маркетингу АО «АвтоВАЗ». В этой должности он сменит Яна Птачека, который продолжит свою карьеру в периметре Groupe Renault.
В июле 2025 года кинокомпания «Нью Синема Дистрибьюшн» объявила о планах по производству многосерийного художественного телесериала, посвящённого истории автопроизводителя АвтоВАЗ. Об этом сообщил продюсер проекта Александр Островерх-Кванчиани. Сюжет сериала охватит ключевые события, происходившие с предприятием с середины 1980-х годов. Съёмки планируется проводить на территории Самарской области. Проект рассчитан на три сезона, каждый из которых будет состоять из десяти эпизодов.

### Передача ФГУП «НАМИ»
В мае 2022 года завод был передан в управление ФГУП «НАМИ». Соглашение о передаче активов предполагает, что свой контрольный пакет  «АвтоВАЗа» (67,7%) Renault передает под управление НАМИ с опционом обратного выкупа в течение 6 лет.
Планируется выпуск моделей Lada Granta, до конца лета начать производство Niva Legend и Niva Travel, а в среднесрочной перспективе — перезапуск Vesta и Largus.
15 августа сотрудники автосборочного производства «АвтоВАЗа» досрочно перешли на пятидневный график работы, вместо действовавшего до этого четырёхдневного, введенного 6 июня из-за трудностей с комплектующими. С 29 августа запланирован переход на шестидневных режим работы. Ранее было сообщено о планах «АвтоВАЗа» выпустить во втором полугодии 2022 года почти 140 тыс. автомобилей, что в два раза больше чем в предыдущие 6 месяцев.
23 августа «АвтоВАЗ» сообщил, что возобновил выпуск Lada Granta с двумя подушками безопасности. Ранее Lada возобновила выпуск машин с обогревом ветрового стекла, парктроником, аудиосистемой и кондиционером.
7 февраля 2023 года «АвтоВАЗ» сообщил о приобретении 99 % долей бывшего завода Nissan в Санкт-Петербурге у ФГУП «НАМИ» за 1 евро в рублевом эквиваленте. 1 % — остался у ФГУП. По условиям сделки сохранятся колл-опцион для японского концерна по обратному выкупу своего предприятия в России в течение шести лет. По заявлению замглавы Минпромторга Альберта Каримова, перед «АвтоВАЗом» поставлены задачи не только по запуску производства автомобилей на бывшей площадке Nissan в Санкт-Петербурге, но и по уверенному повышению уровня локализации продукции.
По сообщению руководства предприятия, на заводе в Санкт-Петербурге в 2023 году запланирован выпуск около 10 000 автомобилей под брендом Lada в сегментах C и D. В 2025—2027 годах на бывшей площадке Nissan, при позитивном тренде на рынке, планируется производить до 50-70 тысяч автомобилей.
9 июня 2023 года «АвтоВАЗ» объявил о начале продаж новой Lada Vesta NG.
По итогам 2023 года предприятие в Тольятти набрало в штат более 4,1 тысячи работников. В 2024 году «АвтоВАЗ» запланировал принять на работу ещё около 5000 сотрудников для своих площадок в Ижевске и Санкт-Петербурге.
25 сентября 2024 года «АвтоВАЗ» на своей площадке Lada Ижевск запустил выпуск электромобиля Lada e-Largus, который позиционировался как первый российский электромобиль с отечественной батареей глубокой локализации. Планируется производство пассажирской версии с запасом хода 420 км и коммерческого универсала — от 320 км. Уровень локализации электромобиля превышает 50%.
9 октября 2024 года президент РФ Владимир Путин запустил производство бизнес-седанов Lada Aura на заводе АвтоВАЗ в Самарской области. В 2024 году их выпуск запланирован в количеств 2,9 тысяч штук, с 2025 — до 8 тысяч в год. Стоимость нового автомобиля превысит 3 млн рублей.
3 марта 2025 года коллектив «АвтоВАЗА» награждён орденом «За доблестный труд» за большой вклад в развитие автомобильной промышленности и достигнутые трудовые успехи.
В апреле 2025 года «АвтоВАЗ» расширил присутствие в интернете, запустив онлайн-продажи автомобилей LADA на «Яндекс Маркете».
19 апреля 2025 года «АвтоВАЗ» запустил промышленное производство модели Lada Iskra. Она стала первой новинкой завода за 9 лет и первой новой моделью после того, как Renault ушел из РФ. 

## Экспорт
Экспортное название автомобиля выбрано Lada (от слова «ладья» — основного элемента логотипа и женского имени), в то время как на внутреннем рынке автомобиль продавался как Жигули (по названию гор).
Первые автомобили Lada (ВАЗ-2101) выставлялись на экспорт с 1971 года. Среди стран, импортировавших Lada, были и страны из Совета экономической взаимопомощи (эти поставки частично покрывали стоимость отдельных видов комплектующих для завода), и покупавшие автомобили за свободно конвертируемую валюту.
В начале семидесятых на автомобили, произведённые в СССР, приходилось более 60 % всех денежных средств от экспорта продукции отечественного машиностроения. Вскоре эта доля увеличилась до 80 %. Спрос на автомобили Lada объяснялся относительно современной конструкцией, качеством изготовления, разумной ценовой политикой. Объём продаж в различных странах в известной степени зависел от наличия в них развитой сети дилеров, а также доступности СТО и необходимых запчастей. Хорошая адаптированность автомобилей к эксплуатации в регионах с суровым климатом сделала их популярными в странах Северной Европы: Финляндии, Швеции, Норвегии, Исландии. Так, в таксомоторных компаниях Будапешта немалую долю автомобилей составляла Lada, а эксплуатация этих автомобилей в интенсивном режиме оказалась наиболее эффективной.
Весьма большой популярностью пользовалась полноприводная «Нива», не имевшая на тот момент аналогов в своём сегменте. Одно время спрос на модель превышал возможности поставок и поддерживался появлением ряда тюнинговых версий, предлагаемых местными дилерами в экономически развитых странах мира. Помимо повседневной эксплуатации в городских условиях, «Нива» широко использовалась за рубежом как транспортное средство для егерей, врачей, фермеров, коммивояжёров и полицейских.
В середине 1980-х зарубежные рынки положительно встретили модернизированное семейство заднеприводных моделей Lada 2105/2107/2104. Во Франции в это время каждый четвёртый импортный автомобиль с кузовом «универсал» был Lada. Автомобили Lada можно было встретить в Азии, Африке, Латинской Америке, Канаде, Австралии и Океании. Сравнительно высокую популярность удалось завоевать и переднеприводным автомобилям Lada семейств Samara, Samara-2, а также моделям «десятого» семейства.
К 1990 году 25 % продукции автозавода уходила на экспорт, бо́льшая часть которого приходилась на страны Западной Европы. По утверждению журнала За рулём, на 1991 год только дилер из ФРГ «Дойче Лада» хотел заказать 100 тысяч машин у АвтоВАЗа, но это количество директивно было снижено руководством завода до 40 тысяч автомобилей.
В 1995 году был образован центр сборочных комплектов (ЦСК) для дальнейшего закрепления продукции «АвтоВАЗа» в том числе на зарубежных рынках. На ЦСК возлагалась ответственность за полный цикл внешней сборки, включая изучение потенциальных регионов сбыта и контроль выполнения автосборочными заводами планов выпуска. Спустя три месяца после создания центра были осуществлены первые поставки сборочных комплектов ВАЗ-21093 в Финляндию на фирму Valmet. Там за время действия соглашения (с 1996 по 1998 год) было собрано 14 048 автомобилей, большая часть которых была реализована в странах Западной Европы.
В 2000 году на Украине при поддержке концерна «Укрпроминвест» на Луцком автозаводе была организована сборка модели ВАЗ-21093. Вскоре сборкой вазовских моделей занялись ещё два украинских предприятия — в Херсоне и Кременчуге, а в четвёртом квартале 2001 года первые автомобили Lada 2107 начали собирать в Египте. В 2002 году в список предприятий внешней сборки вошла казахстанская компания «Азия Авто», которая занималась сборкой полноприводных автомобилей Lada 4Х4. Конец 2003 года был ознаменован для «АвтоВАЗ» открытием сборочных производств ещё в двух точках мира. Предприятие «Оферол» приступило к выпуску автомобилей Lada 4X4 в Монтевидео (Уругвай), а на Украине на «АвтоЗАЗе» началась сборка автомобилей Lada Samara. Вскоре сборка автомобилей Lada 4X4 была организована в столице Эквадора городе Кито на предприятии «Аймеса».
В 2007 году в ближнем зарубежье начались продажи автомобиля Lada 2170 (под этим заводским индексом на экспорт до настоящего времени поставляется Lada Priora). Тогда же «АвтоВАЗ» отметил юбилей своей внешнеторговой деятельности — отгружен 7-миллионный экспортный автомобиль, которым стал Lada 1118 (седан Lada Kalina).
Начиная с 2010 года, география поставок автомобилей Lada охватывает страны СНГ (более 90 %) и Европы (3—5 %), а также ряд государств Африки и Латинской Америки (не более 1,5—2 %). Продажа автомобилей Lada за рубежом организована через официальные дилерские сети импортёров «АвтоВАЗ». Реализацией Lada занимаются около 20 официальных импортёров, которые сотрудничают в общей сложности более чем с 200 местными дилерами. Среди стран СНГ самым ёмким рынком изначально была Украина, куда поставлялись как готовые автомобили, так и машинокомплекты. С начала введения ряда ограничительных таможенных пошлин этой страной, а затем сформировавшийся здесь экономический и социально-политический кризис резко снизили поставки автомобилей практически всех марок, ранее продававшихся на Украине.
На начало второго полугодия 2014 года самым ёмким экспортным рынком автомобилей Lada является Казахстан. Отложенными и перспективными рынками считаются Азербайджан, Белоруссия, страны Европы, Египет.

### LADA в Беларуси
Официальным импортером Lada в Беларуси является компания Ардера, в дилерскую сеть которой входит 12 автоцентров, расположенных в Минске, во всех областных центрах ( Бресте, Витебске, Гомеле, Гродно, Могилеве), а также в Бобруйске, Пинске, Полоцке и Солигорске. Модельный ряд представлен Lada лифтбеком Granta, обновленным семейством Vesta (одноименным седаном и универсалами Vesta SW и SW Cross), универсалами и фургонами Largus, а также внедорожниками Niva Legend и Niva Travel.  По итогам 2023 года, Lada в Беларуси заняла уверенное второе место по общему количеству проданных автомобилей.  17 февраля 2025 в Минске, в дилерском центра на Каменногорской 11, была презентована LADA Aura . По итогам продаж, за 2024 год, официальный импортер Ардера реализовала 12312 автомобилей, став вторым на рынке Республики Беларусь.

## Собственники и руководство
- 1966—1992 год — Министерство автомобильной промышленности СССР (Минавтопром СССР) — при Совете министров СССР;
- 1992—2005 год — приватизация, создание акционерного общества, собственники работники завода;
- 2005—2007 год — ФГУП Рособоронэкспорт;
- 2007—2013 год — Государственная корпорация «Ростехнологии», финансовая группа «Тройка Диалог» и «Renault».
- 2013—2017 год[84] — Альянс Renault Nissan и «Ростех».
- 2017—2018 — 83,5 % — Alliance Rostec Auto B.V. (который принадлежит на 66,2 % — «Renault» (Франция) и на 33,8 % — «Ростеху» (Россия)), 11,22 % — «Renaissance Securities Limited» (Кипр) и другие миноритарии[85].
- 2018—2022 — на 100 % принадлежал Alliance Rostec Auto B.V.[86] (который принадлежит на 67,61 % — «Renault» (Франция) и на 32,39 % — «Ростеху» (Россия)[87])
- с 1 января 2022 года прекращает действие межправительственное соглашение между Россией и Нидерландами «Об избежании двойного налогообложения». Новому СП «Лада Авто Холдинг», которое зарегистрировано в Москве, перешли все 100 % акций Alliance Rostec Auto B.V., причём Renault и ГК «Ростех» сохранили свои доли в акционерном капитале
- с 17 мая 2022 года — 100 % акций материнской компании ООО «Лада Авто Холдинг» принадлежат ФГУП НАМИ[88].

### Структура собственности
На июнь 2017 года 64 % компании принадлежит голландской Alliance Rostec Auto B.V. (у «Ростеха» в этом совместном предприятии 17,55 %) и 24 % — кипрской Renaissance Securities.
По состоянию на май 2018 года группа «АвтоВАЗ» на 11,22 % принадлежит компании «Renaissance Securities (Cyprus) Limited» (Кипр) и на 83,5 % компании «Alliance Rostec Auto B.V.» (Нидерланды. Последняя в свою очередь представляет интересы группы инвесторов со следующими правами голоса: «Renault s.a.s» — 61,1 %; госкорпорация «Ростех» — 38,9 %.
В январе 2019 года компания Alliance Rostec Auto B.V. — совместное предприятие альянса Renault-Nissan (68 %) и госкорпорации «Ростех» (32 %) — довела свою долю в АвтоВАЗе до 100 % и стала единственным акционером автопроизводителя. После этого АвтоВАЗ подал заявку на исключение акций с Московской биржи.
В декабре 2021 года 100 % акции «АвтоВАЗа» переданы новой совместной компании — «Лада Авто Холдинг», имеющей юридический адрес в Москве. Распределение долей в СП не изменилось: 32,3 % — у «Ростеха», 66,7 % — у Renault.
ООО «Лада Авто Холдинг» зарегистрировано в Москве в сентябре 2021 года. Уставный капитал компании составляет 16,472 млрд руб. Гендиректором СП является Андрей Шпак.

### Руководство
Руководители автозавода:
- 1966—1975 — Поляков, Виктор Николаевич, генеральный директор;
- 1975—1982 — Житков, Анатолий Анатольевич, генеральный директор;
- 1982—1988 — Исаков, Валентин Иванович, генеральный директор;
- 1988—1996 — Каданников, Владимир Васильевич, генеральный директор;
- 1996—2002 — Николаев, Алексей Васильевич, президент-генеральный директор;
- 2002—2005 — Вильчик, Виталий Андреевич, президент-генеральный директор;
- 2005—2006 — Есиповский, Игорь Эдуардович, президент-генеральный директор;
- 2006—2007 — Артяков, Владимир Владимирович, президент-генеральный директор;
- 2007—2009 — Алёшин, Борис Сергеевич, президент-генеральный директор;
- 2009—2013 — Комаров, Игорь Анатольевич, президент-генеральный директор;
- 2013—2016 — Бу Инге Андерсон, президент;
- 2016—2018 — Николя Мор, президент;
- 2018—2021 — Ив Каракатзанис, президент;
- 2021—2022 — Николя Мор, президент;
- с 2022 — Соколов, Максим Юрьевич, президент.

29 декабря 2000 года в здании заводоуправления открылась галерея портретов генеральных директоров «АвтоВАЗа» с момента его основания.

## Деятельность

### Основные производства
С 1966 по 1991 в состав «Волжского объединения по производству легковых автомобилей» входили 5 (пять) производств:
- Белебеевский завод «Автонормаль»
- Димитровградский автоагрегатный завод
- Скопинский автоагрегатный завод
- АвтоВАЗагрегат
- ТЭЦ Волжского автозавода

После развала СССР в результате приватизации значительное число предприятий стали акционерными обществами и перешли к разным собственникам. В настоящее время указанные заводы продолжают поставлять свою продукцию как на «АвтоВАЗ», так и на другие автозаводы России.
«АвтоВАЗ» совместно с «General Motors» и Европейским банком реконструкции и развития принял участие в создании совместного предприятия «GM-АвтоВАЗ». Совместное производство началось с выпуска внедорожника «Chevrolet Niva» («Шевроле Нива»). После, «АвтоВАЗ» выкупил 50 % в совместном предприятии с «General Motors», и Niva начала выпускаться и продаваться под брендом Lada, без символики Chevrolet.
C 2015 года Роснефть, по заказу «АвтоВАЗ», выпускает моторное масло Ultra и Professional под маркой LADA. В 2019 году «АвтоВАЗ» положил начало производству работающей на газе и бензине Lada Largrus CNG; линейка автомобилей пополнится двумя биотопливными моделями.
На территории предприятия имеется вертолётная площадка, которая регулярно использовалась до распада СССР для перевозки вертолётами грузов и руководителей завода. Вертолётные площадки имеются только в пяти населённых пунктах Самарской области: в Курумоче (аэропорт), Смышляевке (аэропорт), Волжском Утёсе (резиденция Президента), Самаре и Тольятти.
Сотрудникам, проработавшим на заводе более 20 лет — присваивается звание «Ветеран Волжского автомобильного завода» со вручением соответствующего удостоверения. Существуют значки «Ветеран АвтоВАЗа» (отличающиеся логотипом завода), а также одноимённая медаль. Этого звания удостаивались также люди, не являвшиеся сотрудником завода. В частности, это звание получил А. Я. Бродский (1931—2009) — спецкор «За рулём», автор первой публикации в журнале о строящемся в Тольятти автогиганте.

### Научно-технический центр
8 апреля 1986 года состоялся визит М. С. Горбачёва в Тольятти, где Генеральный секретарь ЦК КПСС посетил автозавод. Результатом визита было решение о создании на базе флагмана отечественного машиностроения инжинирингового центра.
4 сентября 1986 года Правительством страны принято решение о создании на автозаводе отраслевого научно-технического центра (НТЦ). В 1987—1994 годах введены в строй его основные мощности: инженерный корпус, дизайн-центр, комплекс подготовки автомобилей к испытаниям, комплекс исследований электромагнитной совместимости, шумов и вибраций, аэроклиматический комплекс, корпуса опытно-промышленного и экспериментального производств. В 1996 году в НТЦ была принята в эксплуатацию полномасштабная аэродинамическая труба.
Первым руководителем научно-технического центра был В. В. Каданников (в 1986—1988 годах). На этом посту его сменил Владимир Михайлович Акоев, который пробыл на этой должности менее года (погиб во время автокатастрофы в июне 1989 года).
7 сентября 2001 года, в честь 15-летия научно-технического центра, открыта первая очередь технического музея. Сегодня это — целый парк автомобильной и военной техники, где собраны уникальные экспонаты со всей страны.
После вхождения в число акционеров ОАО «АвтоВАЗ» французской компании Renault принято решение о вхождении научно-технического центра завода в состав глобального инженерного альянса Renault-Nissan.

### Планы
Планы развития в компании связывают с дальнейшей интеграцией с Renault-Nissan. В конце 2011 года «АвтоВАЗ» поставил на конвейер автомобиль Lada Granta седан, в первом полугодии 2012 года — универсал повышенной вместимости R90 и фургон F90 (Lada Largus) на платформе B0, в июне 2012 года начато производство автомобиля Nissan Almera также на платформе B0, к 2013 году — недорогой хетчбэк Granta и ещё два автомобиля Renault, также на платформе В0.
В кризисный 2009 год первоначально планировалось выпустить 475 тыс. автомобилей, затем эта цифра была скорректирована до 332 тыс. автомобилей. В итоге «АвтоВАЗ» изготовил 294 737 автомобилей Lada (в том числе для экспорта — 34756 автомобилей всех семейств Lada). Помимо этого, выпущено 43047 сборочных комплектов. Лидером по объёму производства стало семейство Lada Priora: изготовлено более 91 тысячи этих автомобилей. В 2009 году завод останавливался дважды с начала года. Сначала в феврале 2009 года — из-за отказа производителей автокомпонентов отгружать продукцию автогиганту, пока он не погасит перед ними свои долги. Другой раз — уже на весь август — по решению топ-менеджмента из-за проблем со сбытом.

### Показатели деятельности
Предприятие ориентировано на внутренний рынок, где является абсолютным лидером по продажам, и на страны СНГ. В 2004 году завод выпустил чуть более 712 тысяч, в 2005 году — 721,5 тысяч автомобилей. В 2006 году выпущено 966 380 автомобилей и автокомплектов, продано 724 тыс. готовых автомобилей, в том числе 185 673 автомобилей и сборочных комплектов на экспорт. В 2007 году продано (по данным компании) 770 тысяч авто.
В 2008 году компания планировала выпустить 959,7 тыс. автомобилей и сборочных комплектов, в том числе 125 тыс. автомобилей Lada Kalina, более 210 тыс. автомобилей модели Lada Samara, 35 тыс. трёхдверных внедорожников Lada 4х4 и 8 тыс. автомобилей «Lada 112 Coupe». Экспорт автомобилей и автокомплектов в 2008 году предполагалось увеличить до 194 тыс. единиц. В результате заводом было произведено 810,5 тыс. автомобилей, а продажи в России составили 622,1 тыс. авто. Выручка компании по МСФО составила 192,07 млрд руб. (в 2007 году — 187,6 млрд руб.), чистый убыток — 24,66 млрд руб. (в 2007 году — чистая прибыль 3,7 млрд руб.).
В 2010 году компания выпустила 545,5 тыс. автомобилей, увеличив объём производства по сравнению с 2009 годом на 85 %. В России было продано 517,1 тыс. автомобилей Lada (а учётом экспорта — 557,8 тыс. авто). По сравнению с 2009 годом реализация Lada в России выросла на 48 %. Этому росту способствовала государственная программа утилизации вышедших из эксплуатации транспортных средств. Владельцы старых автомобилей активно сдавали их на переработку, получая скидку на приобретение новой машины. Самыми продаваемыми моделями в этот год стали Lada 2105 и Lada 2107: 136 тыс. автомобилей. Второй показатель оказался у Lada Priora — 125,5 тыс. машин. Продажи Lada Kalina составили 108,9 тыс. автомобилей. В I квартале 2010 года убыток «АвтоВАЗа» составил 2,6 млрд рублей, во II квартале чистая прибыль по РСБУ составила 1 млрд рублей. Объём продаж АвтоВАЗа во II квартале повысился в два раза по сравнению с I кварталом.
С 2011 года, после приобретения ООО «ОАГ», «АвтоВАЗ» начал учитывать в своих производственных показателях продукцию Ижевского автозавода, который стал дочерней площадкой компании. В этом году обоими предприятиями выпущено 593,3 тысячи автомобилей. Продажи завода по сравнению с прошлым годом возросли на 10,6 % — до 578,3 тыс. авто (с учётом экспорта — до 634,3 тыс. авто). В том же году АвтоВАЗ подготовил производство и начал выпуск новой модели — седана Lada Granta.
В 2012 году «АвтоВАЗ» и Ижевский автозавод выпустили 587,6 тысячи автомобилей. По мнению экспертов, сокращение производства автомобилей Lada было вполне закономерно и ожидаемо и связано в первую очередь с тем, что компания проводила смену модельного ряда. Также снижение было отчасти обусловлено прекращением программ государственной поддержки, в частности, программы утилизации автомобилей. Продажи на российском рынке в этом году составили 537,6 тыс. авто, а с учётом экспорта 608,2 тыс. В апреле 2012 года на «АвтоВАЗ» начался выпуск универсалов Lada Largus — автомобилей, созданных на платформе В0, предоставленной Альянсом Renault-Nissan.
По итогам 2013 года предприятием и его площадкой в Ижевске было выпущено 516,3 тысячи автомобилей. В этом периоде завод показал спад продаж и производства. По мнению экспертов, «продажам не способствовала общая экономическая ситуация в стране и пессимистичные прогнозы макроэкономики. Это ограничивало желание потенциальных покупателей в приобретении дорогостоящих товаров». Общее количество проданных автомобилей в России за этот период — 456,3 тыс. машин, а включая экспорт — 534,9 тыс. автомобилей Lada. В том же году «АвтоВАЗ» продолжил модернизацию мощностей и обновление модельного ряда, начав выпуск автомобилей Lada Kalina нового поколения.
В 2014 году «АвтоВАЗ» произвёл 575,1 тысячи автомобилей и сборочных комплектов. Продажи автомобилей марки Lada составили 439,1 тысячи штук. За всю историю завода произведено более 28 млн автомобилей. Около 57 % автопарка России — автомобили марки ВАЗ.
В 2015 году «АвтоВАЗ» показал отрицательную валовую маржу в отчётности по МСФО. Аналитики указывают на рост стоимости компонентов и девальвацию рубля как причины убыточности компании. Убытки от обесценения и затраты на реструктуризацию составили 42 млрд руб. в 2015 году против 4,7 млрд руб. в 2014 году. Чистый убыток составил 73,9 млрд руб. против 25 млрд руб. убытка в 2014 году.
В 2018 году чистая прибыль составила 5,86 млрд руб. против убытка в 2017 году, общая выручка 283,1 млрд руб.
За 2023 год АвтоВАЗ выпустил 374 077 автомобилей — в 1,5 раза больше чем в 2022, Доля рынка АвтоВАЗа в России составила 35 %. Продажи достигли 353 572 автомобилей — почти в два раза больше 2022 года. Больше всего было продано машин Lada Granta — 206 116, Niva — 92 003 и Vesta — 49 272. Экспорт предприятия в восемь стран составил около 6500 автомобилей.
Статистика производства автомобилей (в шт.):
| 1990          | 1991      | 1992      | 1993      | 1994      | 1995      | 1996      | 1997      | 1998      | 1999      | 2000      | 2001      | 2002      | 2003      | 2004      | 2005      |
| ------------- | --------- | --------- | --------- | --------- | --------- | --------- | --------- | --------- | --------- | --------- | --------- | --------- | --------- | --------- | --------- |
| 588[уточнить] | ↘ 674 884 | ↘ 673 821 | ↘ 656 403 | ↘ 529 403 | ↗ 607 091 | ↗ 679 570 | ↗ 740 526 | ↘ 542 522 | ↗ 677 087 | ↗ 706 377 | ↗ 767 300 | ↘ 702 963 | ↘ 699 899 | ↗ 712 000 | ↗ 721 500 |

| 2006      | 2007      | 2008      | 2009      | 2010      | 2011      | 2012      | 2013      | 2014      | 2015      | 2016      | 2017     | 2018     | 2019     | 2020     | 2025     |
| --------- | --------- | --------- | --------- | --------- | --------- | --------- | --------- | --------- | --------- | --------- | -------- | -------- | -------- | -------- | -------- |
| ↗ 724 000 | ↗ 770 000 | ↗ 810 563 | ↘ 294 737 | ↗ 545 450 | ↗ 593 296 | ↘ 587 610 | ↘ 516 331 | ↗ 575 100 | ↘ 352 000 | ↗ 408 000 | ↗485 461 | ↗560 650 | ↘541 000 | ↘457 412 | ↗525 525 |

|  |

### Дочерние компании
| Наименование                            | Деятельность                                                                     | Доля  |
| --------------------------------------- | -------------------------------------------------------------------------------- | ----- |
| ООО «Лада Ижевский автомобильный завод» | Бывшее предприятие «ИжАвто»                                                      | 100 % |
| ООО «Лада Запад Тольятти»               | Бывшее предприятие «GM-АвтоВАЗ»                                                  | 100 % |
| ООО «Лада Медиа» — «Тольятти 24»        | Телерадиокомпания городского округа Тольятти (с 2015 г продано 80 % ГУБЕРНИЯ ТВ) | 20 %  |
| ООО «Лада инструмент»                   | Инструментальное производство                                                    | 100 % |
| АО «Лада-Имидж»                         | Официальный дистрибьютор по продаже автозапчастей                                | 100 % |
| АО «Лада Сервис»                        | Дилерская сеть LADA, объединяет 140 дочерних региональных компаний               | 100 % |
| АО «ВАЗсистем»                          | Компьютерное программное обеспечение                                             | 100 % |
| ООО «Двор печатный АвтоВАЗ»             | Типография                                                                       | 100 % |
| АНО «Планета детства Лада»              | Детские сады (с 2010 года 50 % на балансе мэрии Тольятти)                        | 50 %  |
| АО «ПСА ВИС-АВТО»                       | Производство спецавтомобилей                                                     | 100 % |
| ПАО «АвтоВАЗтранс»                      | Автотранспортное предприятие                                                     | 100 % |
| ООО «Соцкультбыт-АвтоВАЗ»               | Базы отдыха                                                                      | 100 % |
| ООО «LADA Sport»                        | Производство спортивных автомобилей LADA                                         | 100 % |
| «Авто финанс банк»                      | Ранее — «РН банк», ранее — российский банк альянса Renault-Nissan                | 100 % |

Ранее в составе предприятия были энергоснабжающие организации Автозаводского района ОАО «Тевис», ОАО «Электросеть» и ОАО ТЭК; в 2010 году переданы в дочерние организации Ростех. Дочернее предприятие АвтоВАЗагрегат передано частной компании. Организация по обслуживанию лифтового хозяйства района города ПАО «Лифтэлектросервис» и спортивно-культурные объекты ДКИТ, дворец спорта «Волгарь», Торпедо переданы в муниципалитет городской администрации. ТЭЦ Волжского автозавода выведена в энергетический холдинг «Т Плюс». Строительные компании АО ФСК «Лада Дом», ОАО «Спецстрой ВАЗа», ОАО «Автозаводстрой» и Автовазбанк были приватизированы в частную собственность. Медицинские объекты социальной инфраструктуры санаторий «Прилесье» и медсанчасть ВАЗа переданы в ФМБА России. Упразднён «Комбинат общественного питания» КОП-ВАЗа; имущество и сектор общественного питания передан частной ООО «КорпусГрупп». Упразднён заводской ВОХР; охрана передана частной самарской охранной организации ООО ЧОО «Авангард». Рабочие общежития приватизированы и вместе с этим упразднено жилищно-коммунальное управление ЖКУ ВАЗа, упразднена Дирекция по капитальному строительству Управления капитального строительства промышленных зданий и сооружений «ПромУКС». В 2011 году производство технологического оборудования (ПТО ВАЗа) выведено в дочернее общество ООО «Волжский механический завод»; 2016 году организация ликвидирована, на его месте создан «Индустриальный парк АвтоВАЗ», площади которого сдаются в аренду.
В 2004 году под контроль группы СОК перешло дочернее транспортное предприятие ОАО «АвтоВАЗТранс» (АВТ) из которой были выведены: дорожное производство, речной порт и завод переработки бытовых отходов, в отдельные юридические лица: ОАО «Завод по переработке бытовых отходов в отдельное» (ЗПБО). Дорожная служба в ООО «АВТ Дорстрой». В 2017 году дорожное предприятие ООО «АВТ Дорстрой» ликвидировано, имущество банком распродано. Завод ОАО ЗПБО законсервирован. Речной порт продан ГК «Татищев», которая вместе с портом в 2012 году прекратила существование.
В июне 2023 года «Автоваз» завершил приобретение «РН банка» — российского банка альянса Renault-Nissan. Детали сделки не раскрываются.

## Модельный ряд

### Ранее выпускались
- «Жигули» — семейство заднеприводных легковых автомобилей по лицензии итальянского концерна ФИАТ, выпускавшихся с 1970 по 2014 год.
- «Самара» — семейство переднеприводных легковых автомобилей собственной разработки, выпускавшихся с 1984 по 2014 год. Включало в себя два поколения — «Спутник» («Самара-1») и «Самара-2».
- ВАЗ-1111 «Ока» — микролитражный переднеприводный легковой автомобиль, выпускавшийся с 1987 по 31 декабря 1994 года. В дальнейшем продолжилось производство комплектующих.
- LADA 110 — семейство переднеприводных легковых автомобилей собственной разработки, выпускавшихся с 1995 по 2009 год. Последующим развитием стало семейство LADA Priora.
- ВАЗ-2120 «Надежда» — полноприводный минивэн, выпускавшийся АвтоВАЗом мелкими партиями с 1998 по 2006 год. Претерпевал небольшой рестайлинг с изменением имени на ВАЗ-21204 в 2002 году.
- LADA Kalina — семейство переднеприводных легковых автомобилей собственной разработки, 1-е поколение с 2004 по 2013 год и 2-е поколение с 2013 по 2018 год. Последующим развитием стало семейство LADA Granta.
- LADA Priora — глубоко модернизированное семейство переднеприводных легковых автомобилей собственной разработки, на замену серии LADA 110. Выпускалось с 2007 по 2018 год.
- LADA XRAY — первый в истории предприятия компактный городской кроссовер. Оригинальный стиль автомобиля разработан дизайнерами «АвтоВАЗа». Конструкция автомобиля создана совместно специалистами Renault и «АвтоВАЗа» на базе платформы В0. Серийное производство начато 15 декабря 2015 года. Старт продаж состоялся 14 февраля 2016 года[значимость факта?]. В 2022 выпуск был прекращён.

### Разработанные самостоятельно
- LADA Granta — семейство легковых автомобилей, выпуск которых начался 29 ноября 2011 года[151]. Построено на модернизированной платформе «Гамма», история которой восходит к переднеприводному семейству «Спутник»/«Самара». С 14 августа 2018 года выпускается обновлённая модель в вариантах кузова седан, лифтбек, хетчбэк и универсал[152]. В середине 2025 года должно быть дополнено моделью нового поколения LADA Iskra, которое в дальнейшего должно его заменить;
- LADA Niva Legend — 3-дверный компактный полноприводный автомобиль повышенной проходимости (внедорожник) в различных модификациях. Ранее производился под названиями ВАЗ-2121/-21213/-21214 «Нива» (1977—2006) и LADA 4x4 (2006—2021);
- LADA Niva Travel — 5-дверный SUV повышенной проходимости. В 1998 – 2002 годах производился в ОПП АвтоВАЗа опытно-промышленными партиями как ВАЗ-2123 «Нива» («Нива-2»), с 2002-го по июль 2020 года производился СП GM-АвтоВАЗ как Chevrolet Niva, включая выпускавшуюся в 2006 – 2008 годах топовую-версию Niva FAM-1 (GLX) с двигателем Opel Z18XE (ВАЗ-21236). С июля по декабрь 2020 года автомобиль производился дочерней компанией «Лада Запад Тольятти» [бывшее СП GM-АвтоВАЗ]) как LADA Niva, а с 2021 года рестайлинговое поколение выпускается основным производством ВАЗа как LADA Niva Travel.

### Разработанные другими компаниями или совместной разработки
- LADA Vesta — автомобиль на платформах Lada В и С, разработанный инженерами «АвтоВАЗ» в сотрудничестве со специалистами альянса Renault-Nissan. В 2023 году выпущен рестайлинг под названием «Vesta NG».
- LADA Largus — 5 и 7-местный универсал, грузовой фургон. Выпускается с 4 апреля 2012 года на платформе B0 альянса Renault-Nissan в основе Dacia Logan MCV. С 2014 года автомобиль также выпускается в модификации Lada Largus Cross. В 2019 году модель прошла лёгкий рестайлинг, также добавлена модификация CNG, которая доступна в кузовах универсал, фургон и в модификации Cross[153]. С октября 2020 года CNG-версия была доступна только в кузове фургон[154]. В феврале 2021 года был представлен рестайлинг Lada Largus. Автомобиль получил новый дизайн передней части.

- LADA Iskra — семейство на платформе CMF-B-LS от Dacia Logan, которое заменит предшествующее семейство LADA Granta в 2027 году.

### Запланированные модели
- LADA Azimut — кроссовер C-класса, на платформе Vesta — ожидается в 2026 году.

### Выпускавшиеся на заводе автомобили под другими марками
- Renault Sandero — с 2014 по 2022 годы
- Renault Logan — с 2015 по 2022 годы
- Datsun on-DO — с 2014 по 2020 годы
- Datsun mi-DO — с 2015 по 2020 годы
- Nissan Almera — c 2012 по 2018 годы

### Серийно выпускаемыедвигатели
- 21126: 16 клапанов, 98 л. с., устанавливается на модель Granta,Kalina,Priora;
- 21127: 16 клапанов, 106 л. с., усовершенствованная версия двигателя 21126. Вместо ДМРВ используется ДАД+ДТВ, впускной коллектор с изменяемой геометрией, оснащается электронным дроссельным узлом, соответствует нормам Евро-4, устанавливается на модель Granta, Priora;
- 11182: 8 клапанов, 90 л. с., усовершенствованная версия двигателя 11186/11189, устанавливается на модель Granta, Largus,Vesta;
- 21129: 16 клапанов, 106 л. с., Тот же 21127,но адаптирован для установки в новые модели Lada, построенные на другой платформе, новый блок управления под стандарт Евро-5 и адаптация КПП (как один из вариантов) от Renault, устанавливается на модели Largus, Vesta;
- 21179: 16 клапанов, 122 л. с., устанавливается на модель Vesta;
- 21214: 8 клапанов, 83 л. с., устанавливается на модель Niva Legend;
- 2123: 8 клапанов, 80 л. с., устанавливается на модель Niva Travel;
- H4M: 16 клапанов, 113 л. с., устанавливается на модель Vesta,Largus;

Кроме того, «АвтоВАЗ» продолжает выпуск комплектующих и запасных частей для моделей, снятых с производства или производящихся в других городах России и за рубежом.

### Латиница в написании названий
В сентябре 2004 года руководство предприятия объявило о переводе всех выпускаемых автомобилей на единый бренд, писать который было решено не кириллицей, как это предполагают нормы русского языка, а латиницей. Вместо аббревиатуры «ВАЗ» автомобили, в том числе модели, выпускавшиеся не одно десятилетие, получили единое название «Lada», ранее применявшееся лишь в качестве торговой марки для экспортных вариантов. Между тем действующий в то время руководитель «АвтоВАЗ» Владимир Каданников заявил, что самые меткие названия его продукции даёт народ — «копейку» и «зубило» не искоренит никакая латиница. Журналист российского автомобильного издания «За рулём» выразил недоумение в требовании написания латиницей давно существовавшего названия российского автомобиля «Лада Самара», по его данным, даже в конце 2000-х годов продавцы и покупатели по-прежнему использовали старые наименование моделей — «двенадцатая», «тринадцатая» и т. п.

### Использование жаргонизмов
С середины 1990-х годов применительно к автомобилям, выпускаемым предприятием стали использоваться жаргонизмы «ТАЗ», или «Тазик», происхождение которых очевидно по аналогии с аббревиатурами других советских автозаводов («ГАЗ», «УАЗ»), названных по месту, где они находятся — Тольяттинский автомобильный завод. Употребление подобных жаргонизмов изначально было с негативным подстекстом, намекающим на плохое качество автомобилей ВАЗ с 1990-х годов. В 1997 году слово появляется в материале о российском автопроме в материале обозревателя таблоида «Мегаполис-Экспресс» Михаила Берлогина. В широкий обиход введено благодаря М. Н. Задорнову, назвавшему так продукцию АвтоВАЗа в одном из своих выступлений. В 2000-х годах слово часто использовалось в статьях журналистов о продукции «АвтоВАЗ» в ироничном ключе, а также в тематических интернет-форумах. Также, из народа вышли следующие названия: 2101 — «копейка», 2106 — «шаха», 2108 — «зубило», 21099 — «хвостатая девятка»
Жаргонизм «ТАЗ» активно использовался в лозунгах участников общероссийской акции протеста против повышения таможенных пошлин на автомобили иностранного производства в конце 2008 года, в частности, в ходе акции в Екатеринбурге, в которой приняли участие более 1000 автомобилистов, а также в Москве.
В интервью журналу «Итоги» президент «АвтоВАЗа» Борис Алёшин в мае 2009 года заявил:

Про «тазики» обычно заводят речь, чтобы задеть нас или унизить. Напрасный труд! Мы реально оцениваем качество производимой продукции, понимаем, что выпускаем бюджетные автомобили, которые некорректно сравнивать с машинами классов С, D, Е или SUV.

## Санкции
19 октября 2022 года, на фоне российского вторжения на Украину, «АвтоВАЗ» включён в санкционный список Украины как компания обеспечивающая «высокую доходную часть бюджета Российской Федерации». 14 сентября 2023 года «АвтоВАЗ» попал под блокирующие санкции США «в связи с незаконным вторжением России на территорию Украины».

## Известные работники
Герои Социалистического Труда
1. Житков, Анатолий Анатольевич — генеральный директор.
2. Каданников, Владимир Васильевич — генеральный директор.
3. Клеймёнов, Семён Васильевич — наладчик автоматических линий механосборочного производства.
4. Кузнецов, Владимир Ильич — слесарь-ремонтник прессового производства.
5. Малыхин, Василий Михайлович — бригадир электромехаников сборочно-кузовного производства.
6. Маркелов, Владимир Анатольевич — слесарь механосборочного производства.
7. Поляков, Виктор Николаевич — первый генеральный директор,
8. Шурганов, Николай Афанасьевич — кузнец-штамповщик металлургического производства.

Кавалеры ордена Ленина
1. Башинджагян, Евгений Артёмович — главный инженер, технический директор АвтоВАЗ. Первый заместитель Министра автомобильной промышленности СССР.
2. Евсеев, Алексей Сергеевич — главный металлург, начальник управления по развитию производства оборудования и оснастки.
3. Исаков, Валентин Иванович — генеральный директор.

Кавалеры ордена Трудовой Славы
1. Огнев, Геннадий Николаевич — фрезеровщик, полный кавалер ордена Трудовой Славы[165].

Кавалеры ордена Славы
1. Башкиров, Алексей Иванович — работник заводской военизированной охраны, полный кавалер ордена Славы.

Лауреаты Государственной премии СССР
1. Исаков, Валентин Иванович — заместитель генерального директора
2. Карнаухов, Юрий Георгиевич — заместитель технического директора
3. Кацура, Пётр Макарович — директор по экономике и планированию
4. Карабин, Александр Владимирович — начальник цеха
5. Матвеев, Вячеслав Михайлович — мастер цеха
6. Перевалов, Юрий Николаевич — начальник управления
7. Рымкевич, Ипполит Леонардович — секретарь парткома
8. Синельников, Алексей Алексеевич — слесарь
9. Шенбергер, Александр Иванович — начальник управления

Лауреаты премии Президента РФ
1. Демидовцев, Марк Васильевич — главный дизайнер

## Социальная политика
В годы перестройки «АвтоВАЗ» передал со своего баланса многочисленные объекты социальной инфраструктуры, ранее финансировавшиеся за его счёт. В частности, в 1991 году на баланс города передан построенный в 1966—1991 годах жилой фонд сотрудников.
В 2008 году на баланс города переданы дворец спорта «Волгарь», спортивный стадион «Торпедо», «Дом культуры и техники ДКиТ», спортивный комплекс «Олимп». В 2009 году «АвтоВАЗ» отказался от содержания трёх комплексных общежитий для иногородних работников. В декабре 2009 года медицинская служба предприятия (поликлиники и санатории «Прилесье» и «Алые паруса») переданы Федеральному медико-биологическому агентству.

## Отзыв продукции
27 мая 2013 года компания принимает решение по отзыву более 30 тысяч автомобилей марок Lada Granta и Lada Kalina по причине проблем с тормозной системой у партии автомобилей, выпущенных с ABS и тросовой КПП и произведённых до 7 апреля 2013 года включительно.
В марте 2017 года компания отозвала более 106 тысяч автомобилей Lada Granta и Lada Kalina, проданных после 3 сентября 2016 года. Причиной отзыва стали возможные проблемы с топливной трубкой.

## Объёмы производства
19 апреля 1970 года с главного конвейера завода сошли первые шесть автомобилей. В последующие годы темпы производства были следующие:
| - 21 декабря 1973 — миллионный автомобиль - 9 июля 1975 — двухмиллионный - 29 декабря 1976 — трёхмиллионный - 3 июня 1978 — четырёхмиллионный - 30 октября 1979 — пятимиллионный - 20 марта 1981 — шестимиллионный - 13 августа 1982 — семимиллионный - 3 января 1984 — восьмимиллионный - 24 мая 1985 — девятимиллионный - 11 октября 1986 — 10-миллионный - 23 февраля 1988 — 11-миллионный - 6 июля 1989 — 12-миллионный - 12 ноября 1990 — 13-миллионный - 20 апреля 1992 — 14-миллионный - 21 октября 1993 — 15-миллионный - 1 августа 1995 — 16-миллионный | - 11 февраля 1997 — 17-миллионный - 3 июля 1998 — 18-миллионный - 1 февраля 2000 — 19-миллионный - 9 июня 2001 — 20-миллионный - 2 октября 2002 — 21-миллионный - 2 апреля 2004 — 22-миллионный - 31 августа 2005 — 23-миллионный - 6 февраля 2007 — 24-миллионный - 11 июня 2008 — 25-миллионный - 9 августа 2010 — 26-миллионный - 16 мая 2012 — 27-миллионный - 19 февраля 2014 — 28-миллионный - осень 2016 — 29-миллионный - 24 сентября 2020 — 30-миллионный, в этом же году завод отметил 50-летие - 12 марта 2024 — 31-миллионный |

## Автоспорт
После начала выпуска в 1970 году первых автомобилей ВАЗ-2101 сразу возник вопрос о создании спортивной модификации модели, ведь руководство завода считало, что автоспорт — один из методов испытания серийной модели в экстремальных условиях. Осенью 1970 года генеральный директор Волжского автозавода Виктор Поляков поставил задачу: подготовить три спортивных автомобиля на базе ВАЗ-2101. Двигатели к ним собирались на заводе ФИАТ, однако необходимую доработку конструкции проводили вазовские инженеры и техники.
В феврале 1971 года три экипажа на спортивных ВАЗ-2101 впервые выступили на зимнем командном чемпионате СССР по ралли, получив почётный приз «За волю к победе». В том же 1971 году молодой командой «ВАЗ-Автоэкспорт», выступавшей на автомобилях ВАЗ-2101, был завоёван главный командный трофей авторалли «Тур Европы-71» — «Серебряный кубок».
В 1971 году в Управлении главного конструктора предприятия создаётся бюро форсированных испытаний автомобилей. Опыт, накопленный в соревнованиях, помогал лучше готовить технику, что находило отражение в последующих успешных выступлениях автоспортсменов завода, в частности, особо результативным было выступление команды «ВАЗ-Автоэкспорт» на «Туре Европы — 73».
В 1970−1980-е годы команда «Автоэкспорт» на специально подготовленных автомобилях ВАЗ разных моделей участвовала во всевозможных кольцевых гонках и ралли в Европе. «Лады» активно участвовали в самых разнообразных автосоревнованиях, проводимых в СССР, и продолжают участвовать сейчас[когда?]

 в турнирах, на территории не только России, но и других стран постсоветского пространства.
После старта производства в 1977 году ВАЗ-2121 «Нива» конструкция этого автомобиля привлекла внимание специалистов французской компании «Жак Пок», владелец которой Жан-Жак Пок вынашивал мечту об участии «Нивы» в крупных международных автомобильных соревнованиях. Познакомившись с автомобилем, французские специалисты начали его подготовку к старту в марафоне «Париж — Дакар» 1979 года. Две заявленные Поком «Нивы» оказались в числе трети стартовавших участников, благополучно финишировавших в этом соревновании. В 1981 году французская команда, выступавшая на этих автомобилях и прототипах с названием «Нива», сумела занять третье место, а в 1982 и 1983 годах — второе. В дальнейшем французским гонщикам неоднократно удавалось занимать призовые места на переработанных спортивных вариантах советского «внедорожника» в различных ралли-рейдах. Последними яркими международными достижениями «Нивы» стали победа 1994 года в «Венгерской Бахе». В «Париж — Дакаре» 1994 года экипаж на «Ниве» тольяттинской подготовки занял 36 место в классе автомобилей. И это единственный случай, когда до финиша этого супермарафона добрался российский экипаж на российском автомобиле. На этом биография раллийных автомобилей «Нива» на международных соревнованиях закончилась. А на спортпрототипе Lada Samara T3 последними лучшими результатами заводских спортсменов стали финиши экипажей Александра Никоненко на втором месте в «Мастер-ралли 1995» (Париж — Москва — Пекин), и Николая Елизарова на 6 месте в «Мастер-ралли 1997» (Париж — Венеция — Туркменбаши — Москва).
В середине 1980-х завод построил несколько среднемоторных и переднемоторных прототипов раллийных машин на базе ВАЗ-2108, с целью в дальнейшем омологировать их по группе B. Такие как: ВАЗ-29084 с полным приводом, ВАЗ-29081 с задним приводом. Но они остались в единичных экземплярах, из-за отмены Группы B в конце 1986 года.
В 2004—2008 годах (с перерывом в 2007 году) ОАО «АвтоВАЗ» выступало организатором и генеральным спонсором Национальной гоночной серии «АвтоВАЗ» (НГСА) — первых в российской истории соревнований такого рода. Суть сводилась к тому, что в большой турнир были включены заезды в нескольких классах, но исключительно на автомобилях отечественной марки LADA (Кубок LADA, Кубок LADA Kalina), плюс заезды формул оснащённых только двигателями ВАЗ и первые в истории гонки на серийных отечественных спортпрототипах LADA Revolution.
В 2008 году «АвтоВАЗ» поддерживал участие частной команды Russian Bears Motorsport, использовавшей LADA 110 WTCC в чемпионате мира по кольцевым гонкам на туринговых автомобилях. С 2009 по 2010 годы в чемпионате мира участвовала уже сама команда LADA Sport, с моделью Lada Priora WTCC. В 2012 году состоялся гоночный дебют Lada Granta WTCC с частной командой TMS Sport. А в турнирах 2013 и 2014 эту модель использовала LADA Sport. Следующие два года заводская команда стартовала на Lada Vesta WTCC, а в 2017 году на этих машинах выступала частная итальянская команда RC Motorsport.
В сезоне 2010 года на болидах «Формулы-1» команды «Рено» был размещён логотип Lada.
В 2011—2013 годах проводился «Кубок LADA Granta», все участники которого выступали на специально подготовленных Грантах, с 1,6-литровым турбомотором мощностью 235 л. с.
- ВАЗ-2101 и их экипажи после финиша «Тур Европы-1971».
- Спортпрототип Lada Niva, участвовавший в Мастер-ралли 1995.
- Полноприводный ВАЗ-2108 для автокросса, 1996 год.
- Заезд Кубка LADA в рамках НГСА, ВАЗ-2112-37, 2005.
- Заезд спортпрототипов LADA Revolution, 2006.
- Заезд Кубка LADA Kalina, 2008 год.
- На трассе LADA Priora WTCC, 2009 год.
- Болид Формулы-1 Renault F1 с логотипом LADA на борту, 2010.
- Кубок LADA Granta, этап в Тольятти, 2013.
- Команда LADA Sport на автомобилях LADA Vesta WTCC, 2016.